# Season of Mist
Season of Mist je diskografska kuća i distributer s podružnicama u Francuskoj i SAD-u. 
Osnovao ju je Michael S. Berberian 1996. godine u Marseilleu. U početku su objavljivali izdanja black, pagan i death metal izvođača, međutim kasnije objavljuju i izdanja avantgardnih i gothic metal te punk sastava. Smatra se jednom od najcjenjenijih diskografskih kuća na sceni ekstremnog metala. Ima dva ureda, jedan u Marseilleu te drugi u Philadelphiji. Također su u partnerstvu s EMI Music koja distributira njihova izdanja u Sjevernoj Americi.

## Izvođači
Neki od izvođača čija su izdanja objavljena pod Season of Mist
| - ...And Oceans - Ace Frehley - Anaal Nathrakh - Atheist - Benighted - Bestial Mockery - Brutal Truth - Cannibal Corpse - Carpathian Forest - The Casualties - Christian Death - Confessor - Cynic - Dagoba | - Deströyer 666 - Diabolic - The Dillinger Escape Plan - Endstille - Engel - Eternal Gray - Fair to Midland - Ghost Brigade - Gorgoroth - Gorguts - Inquisition - Jungle Rot - Kampfar - Kylesa | - Macabre - Mayhem - Misery Index - Morbid Angel - Necrophagia - Necrophobic - Pentagram - The Project Hate MCMXCIX - Rotting Christ - Septicflesh - Severe Torture - Terrorizer - Tsjuder - Watain |

## Vanjske poveznice
- Službena stranica